# Pasandarreh
Pasandarreh (persiska: پسندرّه) är en ort i Iran.   Den ligger i provinsen Nordkhorasan, i den nordöstra delen av landet, 600 km öster om huvudstaden Teheran. Pasandarreh ligger 1 150 meter över havet och antalet invånare är 248.
Terrängen runt Pasandarreh är kuperad. Runt Pasandarreh är det ganska glesbefolkat, med 27 invånare per kvadratkilometer. Närmaste större samhälle är Rāz, 11,9 km nordväst om Pasandarreh. Trakten runt Pasandarreh består i huvudsak av gräsmarker.